# 周勰
周勰（110年—159年），字巨勝，汝南郡汝陽縣（在今河南省周口市）人。年輕時，喜歡玄虛之學，因父親周舉的關系被任命為郎官。後來自己辭官返家。

## 生平
周舉以前的下屬河南召夔爲郡將，卑躬厚禮向周勰表達敬意。周勰覺得和他來往很可恥，於是閉門不出，將自己與外界隔絕。後來太守舉薦周勰爲孝廉，周勰聲稱自己生病而不願任職。這時梁冀權勢高漲，被他徵召的人都不敢不應，只有周勰前後三次被徵召，都沒有前往。後來又舉賢良方正，又不去。公車徵召，準備聘請賢士的禮品，周勰還是推託有病堅決不當官。周勰經常在隱密的地方棲身，羨慕老子清靜無爲，不跟任何人往來。巷子裏長滿了荊棘，就這樣過了十多年。
延熹二年（公元159年），周勰開門宴客，遊談宴樂，秋天，梁冀被誅殺，年底，周勰去世，享年五十歲。蔡邕認爲他知天命。從周勰的曾祖父周揚，到周勰的孫子周恂，六世都是獨生子，都有名氣。

## 延伸阅读
[在维基数据编辑]
 《後漢書·卷61》，出自范晔《後漢書》